# Scott County, Illinois
Scott County är ett administrativt område i delstaten Illinois, USA, med 5 355 invånare. Den administrativa huvudorten (county seat) är Winchester.

## Geografi
Enligt United States Census Bureau har countyt en total area på 655 km². 650 km² av den arean är land och 5 km² är vatten.

### Angränsande countyn
- Morgan County - öst
- Greene County - syd
- Pike County - väst